# Górzno (województwo mazowieckie)
Górzno – wieś sołecka w Polsce, położona w województwie mazowieckim, w powiecie garwolińskim, w gminie Górzno. 
W latach 1975–1998 miejscowość administracyjnie należała do województwa siedleckiego. Wieś jest siedzibą gminy Górzno.
Wieś jest siedzibą rzymskokatolickiej parafii św. Jana Chrzciciela. 

## Zabytki

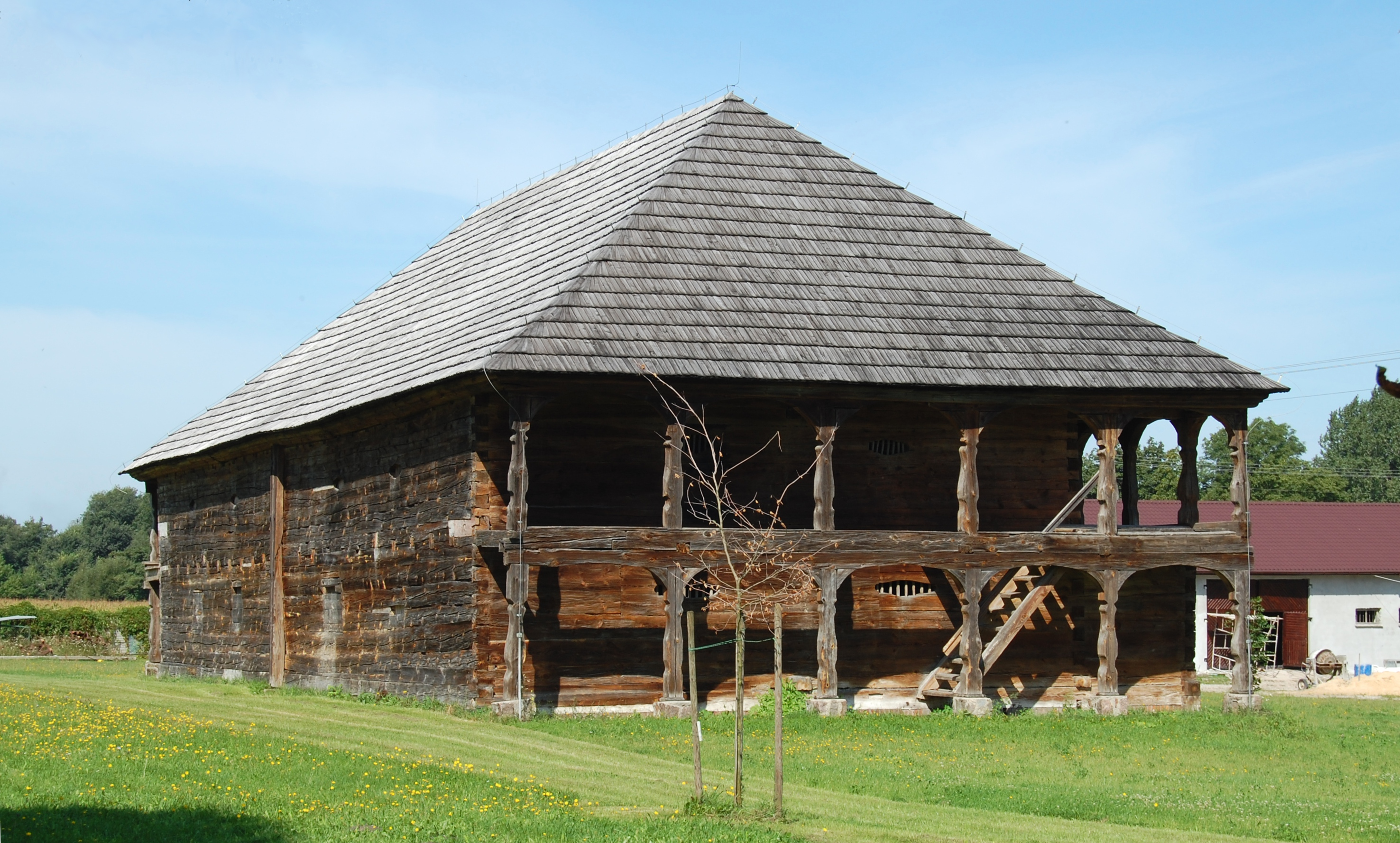
Zespół dworski, zabytkowy spichlerz

Do rejestru zabytków nieruchomych województwa mazowieckiego wpisane są:
- barokowy kościół pw. św. Jana Chrzciciela z 1787 r. przebudowany w latach 1919-1920.
- zespół dworski w skład którego wchodzą:
- dwór z końca XVII w. lub pocz. XVIII w.
- oficyna z I poł. XIX w.
- unikatowy, XVIII-wieczny spichlerz z dwukondygnacyjnym podcieniem. Wizerunek tego budynku znajduje się w herbie gminy Górzno.
- park z aleją dojazdową[7]

- grodzisko wczesnośredniowieczne[8]